# Lorenzo Antonetti
Lorenzo Antonetti (Romagnano Sesia, 31 de julio de 1922 - Novara 10 de abril de 2013) fue un cardenal de la Iglesia católica.

## Carrera eclesiástica
El 26 de mayo de 1945, a la edad de 22 años, fue ordenado sacerdote en Novara, donde durante el año siguiente se dedicó al ministerio pastoral. Posteriormente, entre 1947 y 1951, fue enviado a Roma para proseguir sus estudios en la Universidad Pontificia de Santo Tomás de Aquino, donde obtuvo un doctorado en teología, y más tarde en la Pontificia Universidad Gregoriana, donde se doctoró en derecho canónico.
Fue admitido en la prestigiosa Academia Pontificia Eclesiástica para estudiar diplomacia. Se incorporó a la Secretaría de Estado de la Santa Sede en 1951, desempeñándose como agregado y luego secretario de la nunciatura en el Líbano entre 1952 y 1955. Luego, sirvió hasta 1959 como secretario del nuncio en Venezuela. A partir de 1959 y hasta 1963 trabajó en la sección de Asuntos Especiales de Secretaría de Estado. Fue nombrado consejero de la nunciatura en Francia, donde sirvió 1963 a 1967. El 18 de agosto de 1964 fue nombrado prelado doméstico de Su Santidad. De Francia pasó en 1968 a Estados Unidos, como consejero en la delegación apostólica. Fue nombrado arzobispo titular de Roselle el 23 de febrero de ese año, a los 45 años de edad.

## Nuncio apostólico
Por unos cinco años a partir de febrero de  1968, Antonetti se desempeñó como nuncio apostólico en Honduras y Nicaragua. En junio de 1973 fue nombrado pronuncio en Zaire, actual República Democrática del Congo, donde permaneció hasta ser designado funcionario de la Curia Romana el 15 de junio de 1977.
Posteriormente se desempeñó como nuncio apostólico en Francia, cargo para el que fue nombrado en septiembre de 1988 y donde permaneció hasta 1995. Ese año el papa Juan Pablo II le dio el cargo de propresidente de la Administración del Patrimonio de la Sede Apostólica, convirtiéndose en su presidente al ser elevado a cardenal.

## Curia
Antonetti fue creado cardenal diácono de Santa Inés en Agonía por Juan Pablo II el 21 de febrero de 1998. Se retiró como presidente de la Administración del Patrimonio de la Sede Apostólica en noviembre de ese año para convertirse en su presidente emérito.
El 1 de marzo de 2008 Antonetti fue elevado a cardenal presbítero. Falleció en Novara el 10 de abril de 2013.